# Хан, Сародж
Сародж Хан (англ. Saroj Khan; 22 ноября 1948, Бомбей — 3 июля 2020, Мумбаи) — индийская хореограф, занимавшаяся постановкой танцевальных номеров в кино на хинди. Наиболее известна благодаря постановке танцев-муджра и как первая женщина-хореограф в Болливуде. За более чем сорокалетнюю карьеру она поставила более 3000 танцевальных номеров. Трехкратный лауреат Национальной кинопремии и восьмикратный — премии Filmfare.

## Биография
Урожденная Нирмала Нагпал, она родилась 22 ноября 1948 года в крошечной комнатке в трущобах Бомбея в семье пенджабца Кишанчанда Садху Сингха, ранее преуспевающего бизнесмена из Карачи (ныне Пакистан), и его жены-синдхи Нони, которые потеряли всё имущество во время раздела Индии в 1947 году.
Нирмала была старшей из шести детей и была вынуждена помогать родителям растить остальных.
Когда ей было три года, её отцу удалось найти ей работу в киноиндустрии Мумбаи в качестве актрисы под именем Сародж.
Ей пришлось сменить имя, чтобы традиционно-воспитанные родственники не узнали, что она работает кино, поскольку это считалось не приличным для уважаемой семьи.
У нее были небольшие роли в нескольких фильмах, прежде чем в возрасте 10 лет она стала фоновой танцовщицей в таких фильмах, как Howrah Bridge и «Мадхумати».
Вскоре после этого умер её отец.
В 1960 году она стала ассистентом хореографа Б. Соханлала и пробыла им до 1973 года.
Как самостоятельный хореограф Сародж дебютировала в 1974 году, поставив танцы в фильме Geeta Mera Naam, снятом Садханой Шивдасани.
Она также работала в фильмах Dost (1974) и Pratigya (1975). В 1977 году она на время оставила кино, уехав в Дубай, чтобы помогать семье. В 1980 году Сародж вернулась в Индию и поставила хореографию в песне «Ho Goriya Re» из фильма Jazbaat.
Но по настоящему известной в индустрии хореограф стала после выхода фильма «Мистер Индия» (1987) с танцем Шридеви под песню «Hawa Hawai».
Именно со Шридеви, а также с Мадхури Дикшит, связывают лучшие работы Сародж.
С первой она работала в таких фильмах как «Волшебный бриллиант» (1986) и «Чандни» (1989).
Для второй она поставила большинство танцевальных номеров в фильмах 1990-х, в том числе «Ek Do Teen» в «Жгучая страсть» (1988), «Dhak Dhak Karne Laga» в «Сын» (1992), «Choli Pe Peeche Kya» в «Злодей» (1993).
Каждый из них принёс ей Filmfare Award за лучшую хореографию, которую, как говорят, ввели специально, чтобы отметить танец, поставленный Сародж.
Среди других популярных работ хореографа: «Жизнь под страхом» (1993), «Игра со смертью» (1993), «Шакал» (1994), «Непохищенная невеста» (1995), «Обманутые надежды» (1997), «Ритмы любви» (1999), «Вир и Зара» (2004), «Дон» (2006), «Возлюбленная» (2007), «Лагаан» (2001), «Свадьба Тану и Ману. Возвращение» (2015), Manikarnika (2019) и другие.
Одной из самых известных стал танец «Dola Re» из фильма «Девдас» с Дикшит и Айшварией Рай.
Последний раз она занималась хореографией в фильме Kalank 2019 года.
Сародж также была судьей в реалити-шоу Star TV Nach Baliye и в программах Sony Entertainment Television «Ustaadon Ka Ustad» и «Jhalak Dikhlaa Ja».
Хореограф скончалась 3 июля 2020 года в результате остановки сердца после того, как в июне был госпитализирована в больницу Мумбаи с затрудненным дыханием.

## Личная жизнь
По словам Сародж в 1961 году, когда ей было только 13 лет, она вышла за своего наставника Б. Соханлала, которому было 43 года.
В 1963 году она родила сына Раджу, только после этого узнав, что у Соханлала есть другая жена и четверо детей. Два года спустя она родила дочь, которая прожила только восемь месяцев. Сародж и Соханлал разошлись, поскольку он отказался дать детям свою фамилию. Они вновь ненадолго сошлись из-за работы в 1969 году, в результате чего на свет появилась дочь Хина (по прозвищу Куку).
В 1975 году Сародж вышла замуж за бизнесмена Сардара Рошана Хана, взяв его фамилию. У них родилась дочь Сукайна. Хан также усыновил старших детей Сародж.